# Cynomops abrasus
Cynomops abrasus é uma espécie de morcego da família Molossidae. Pode ser encontrada na Colômbia, Venezuela, Guiana, Suriname, Guiana Francesa, Brasil, Peru, Equador, Bolívia e Paraguai.